# Blue Sky Mining
Cet article possède un paronyme, voir Blue Sky.
Albums de Midnight Oil
Diesel and Dust
(1987) Scream in Blue: Live
(1992)
Singles
1. Blue Sky Mine
Sortie : 1990
2. Forgotten Years
Sortie : 1990
3. Bedlam Bridge
Sortie : 1990
4. King of The Mountain
Sortie : 1990
5. One Country
Sortie : 1991

Blue Sky Mining est le septième album studio du groupe de rock australien Midnight Oil sorti le 25 février 1990.
Il connaît un important succès mondial, se classant en tête des charts en Australie et en Nouvelle-Zélande et dans les cinq premiers dans de nombreux pays.
Sur cet album, le groupe paraît plus apaisé, comme le note Jean-Éric Perrin dans Best, selon lui « un très bon disque, aéré, ouvragé (...) Peter Garrett a toujours des choses à dire, des choses importantes et vraies ». Les problèmes environnementaux y sont abordés, comme la déforestation et les pluies acides, mais aussi les maladies mortelles contractées par de nombreux ouvriers dans les mines d'amiante bleu de Wittenoom en Australie-Occidentale (Blue Sky Mine),. Par ailleurs, lors de sa tournée mondiale, le groupe fit un concert imprévu à New York, aux pieds des bâtiments de la compagnie pétrolière Exxon pour dénoncer la responsabilité de celle-ci concernant la marée noire survenue quelques jours plus tôt en Alaska. Une bannière fut installée sur la scène : « Midnight Oil makes you dance, Exxon oil makes us sick ».
C'est le premier disque du groupe enregistré avec Bones Hillman qui a remplacé Peter Gifford à la basse. 

## Distinctions
Blue Sky Mining est sacré album de l'année lors de la cérémonie des ARIA Awards 1991 où il décroche aussi le prix de la meilleure pochette de disque. Midnight Oil obtient la récompense de meilleur groupe et de contribution exceptionnelle, la vidéo de la chanson Blue Sky Mine étant élue meilleure vidéo.

## Liste des titres
| No  | Titre                | Auteur                                                                    | Durée |
| --- | -------------------- | ------------------------------------------------------------------------- | ----- |
| 1.  | Blue Sky Mine        | - Peter Garrett - Bones Hillman - Rob Hirst - Jim Moginie - Martin Rotsey | 4:18  |
| 2.  | Stars of Warburton   | - Garrett - Moginie                                                       | 4:43  |
| 3.  | Bedlam Bridge        | Hirst                                                                     | 4:25  |
| 4.  | Forgotten Years      | - Hirst - Moginie                                                         | 4:21  |
| 5.  | Mountains of Burma   | Hirst                                                                     | 4:50  |
| 6.  | King of the Mountain | - Hirst - Moginie                                                         | 3:58  |
| 7.  | River Runs Red       | - Hirst - Moginie                                                         | 5:28  |
| 8.  | Shakers and Movers   | - Garrett - Moginie                                                       | 4:32  |
| 9.  | One Country          | - Garrett - Moginie                                                       | 5:56  |
| 10. | Antarctica           | - Garrett - Hirst - Moginie - Rotsey                                      | 4:22  |

Titre bonus (Australie)
| No  | Titre | Auteur  | Durée |
| --- | --- | ------- | ----- |
| 11. | You May Not Be Released (ne figure que sur certains pressages australiens. Il s'agit de la face b du single Blue Sky Mine) | Moginie | 3:38  |

## Composition du groupe
- Peter Garrett - chant, harmonica
- Bones Hillman - basse, chœurs
- Rob Hirst - batterie, chœurs
- Jim Moginie - guitares, claviers, chœurs
- Martin Rotsey - guitares, chœurs

Musiciens additionnels :
- Warne Livesey - claviers additionnels
- Jeremy Smith - cor d'harmonie
- Phillip Hartl - direction cordes
- Glad and Carl - cuivres

## Classements hebdomadaires et certifications
| Classement (1990)              | Meilleure place |
| ------------------------------ | --------------- |
| Allemagne (Media Control AG)   | 2               |
| Australie (ARIA)               | 1               |
| Autriche (Ö3 Austria Top 40)   | 13              |
| Canada (Canadian Albums Chart) | 6               |
| États-Unis (Billboard 200)     | 20              |
| France (IFOP)                  | 3               |
| Norvège (VG-lista)             | 2               |
| Nouvelle-Zélande (RIANZ)       | 1               |
| Pays-Bas (Mega Album Top 100)  | 27              |
| Royaume-Uni (UK Albums Chart)  | 28              |
| Suède (Sverigetopplistan)      | 3               |
| Suisse (Schweizer Hitparade)   | 2               |

| Pays       | Certifications | Unités certifiées |
| ---------- | -------------- | ----------------- |
| Allemagne  | Or             | 250 000           |
| Australie  | 5 × Platine    | 350 000           |
| Canada     | Platine        | 100 000           |
| États-Unis | Or             | 500 000           |
| France     | Platine        | 300 000           |
| Suède      | Or             | 50 000            |
| Suisse     | Platine        | 50 000            |